# Arnold Churchill
Arnold Churchill (* 4. März 1883 in Wandsworth, Greater London; † 23. April 1975 in Birmingham) war ein britischer Leichtathlet.

## Leben und Karriere
Churchill studierte am Caius College in Cambridge und siegte 1904 im Wettkampf gegen die Oxford University im Lauf über drei Meilen. In den Jahren 1903 und 1904 wurde er Universitätsmeister im Querfeldeinlauf.
Er gehörte zum britischen Aufgebot für die Olympischen Zwischenspiele 1906 in Athen, wo er über 1500 Meter sowie über 5 Meilen an den Start ging. Churchill, der sich bereits zu Hause im Vorfeld der Spiele außer Form gezeigt hatte, fand diese auch in Griechenland nicht und erreichte in keinem der beiden Wettbewerbe das Ziel.
Nach den Olympischen Spielen erhielt er 1907 eine Zulassung als Barrister. Im Ersten Weltkrieg diente er als Capitain im London Regiment und kehrte anschließend zu seiner Anwaltskanzlei in Birmingham zurück. In seinen späteren Jahren war Churchill Mitglied des Harborne Golf Club.